# 曾质粹
曾质粹（1492年—1560年），字好古，明朝江西承宣布政使司吉安府永丰县（今江西省永丰县）人，是宗圣曾参的第五十九代孙。

## 生平
据称，他的先祖都乡侯曾据为躲避新朝王莽之乱，迁居豫章郡（今江西省），子孙散居在抚州、吉安等地。明宪宗成化初年，山东地方官上奏，嘉祥县南武山西南、元寨山东麓，有渔民坠入洞穴，发现一具悬棺，墓碑上刻着“曾参之墓”。 朝廷下诏加以修缮。明武宗正德年间，山东佥事钱鋐在嘉祥山中寻访到一位曾子后代，但其不久后去世。明世宗嘉靖十二年（1533年），因学士顾鼎臣进言，朝廷下诏寻访曾子嫡传后裔。江西巡抚、巡按将曾质粹的名字上报，朝廷命他返回嘉祥，以平民身份主持祭祀。嘉靖十八年（1539年），曾质粹被授予翰林院五经博士，子孙世袭这一职位。嘉靖三十九年（1560年），曾质粹去世，其子曾昊未及袭职便去世。

## 子孙
- 曾昊，原名旻，字钦一、号又苍，配徐氏；未及袭职便去世
  - 曾继祖，字绳之，配薛氏。貤封修职郎翰林院五经博士，幼年时目疾，江西同族曾衮图谋夺取其职位，被给事中刘不息、御史刘光国弹劾，朝廷于是罢免曾衮官职，仍由曾继祖主持祭祀。以父祖连丧，未即请袭，后以其子袭封
    - 曾承业（1561－1630年），字洪福、号振吾，万历五年（1577年）袭翰林院五经博士，崇祯元年（1628年）告休。元配杨氏、继配孔氏
      - 曾弘毅（1610－1641年），字泰东，明崇祯元年（1628年）袭翰林院五经博士。妻明朝皇族后裔朱氏
        - 曾闻达（1627－1668年），字象舆，明崇祯十四年（1641年）袭翰林院五经博士。正室颜氏，翰林院五经博士颜光鲁之女，生长子曾贞豫；侧室高氏、张氏
          - 曾贞豫（1650－1696年），字和庵、号麐埜；清康熙七年（1668年）袭翰林院五经博士，戊午年（1678年）告休。配宋氏
            - 曾尚溶（1668－1741年），字汇伯、号松涛，康熙二十九年（1690年）袭翰林院五经博士，己酉年（1729年）告休。元配孔氏，生长子曾衍橚，长女适翰林院五经博士孟衍泰；继配程氏
              - 曾衍橚（1687－1738年），字雍若、号乔麓，雍正八年（1730年）袭翰林院五经博士。配刘氏，生子曾兴烈，女适翰林院五经博士孟兴铣
                - 曾兴烈（1712－1760年），字光绪、号起祚，乾隆四年（1739年）袭翰林院五经博士。元配路氏、继配张氏，继配赵氏生曾毓墫
                  - 曾毓墫（1751－1805年），字注瀛，乾隆二十六年（1761年）袭翰林院五经博士。配仲氏，翰林院五经博士仲耀青之女，生三子一女：长子传镇、次子传锡，庶子传录；长女适翰林院五经博士颜锡嘏，生颜振佑
                    - 曾传镇（1769－1796年），字巨山，嘉庆元年（1796年）袭翰林院五经博士，配田氏。
                      - 曾纪连（1792年－？），原名纪琏，因避讳改名；字仲鲁、号小山，嘉庆十三年（1808年）袭翰林院五经博士，配李氏。因事革职，并不准其后承袭，以传锡长子纪瑚承袭

                    - 曾传锡（1771－1824年），配李氏
                      - 曾纪瑚（1791年－？），字六桦、号镜澜，道光九年（1829年）袭翰林院五经博士，配杨氏
                        - 曾广芳（1811－1829年），字汝陟，配史氏；早卒未袭，以同母弟广莆长子昭嗣为嗣
                        - 曾广莆
                          - 曾昭嗣（1831－1864年），字嗣淙、号绍庭，配刘氏
                            - 曾宪祏（1886年－？），字祠斋、号奉远，光绪十二年（1886年）袭
                              - 曾倩源，字养泉，原名庆源，因“庆”字与37代祖曾庆同讳，故改作倩
                                - 曾繁山（？－1940年），字静斋，民国三年（1914年）改为奉祀官，民国24年（1935年）改称宗圣奉祀官，民国29年（1940年）逝世，无子

                    - 曾传录
                      - 曾纪琦
                        - 曾广薰
                          - 曾昭敏	
                            - 曾宪祎（1922－？），字伟生，号曲窗，由曾约农、曾宝荪及族人推荐为第二任宗圣奉祀官，并于民国31年（1942年）1月奉令承袭。民国38年（1949年）奉令到台湾，而在其之后宗圣奉祀官将不续封。长子曾庆澂，次子曾庆泓[3][4]